# Hubert Felix
Hubert Felix (Maastricht, 26 januari 1913 – aldaar, 30 juni 1986) was een Nederlands glazenier.

## Leven en werk
Felix werd opgeleid aan de Middelbare Kunstnijverheidsschool in Maastricht als leerling van Jos Postmes, Jef Scheffers en Charles Vos. In 1934 startte hij een eigen atelier voor glas in lood, aanvankelijk aan de St. Pietersstraat, later in de Kleine Looiersstraat in Maastricht. Felix ontwierp zelf ramen, maar voerde vooral ontwerpen uit voor anderen, onder wie Gène Eggen, Jérôme Goffin, Marianne van der Heijden, Jos Hermans, Paul Kromjong, Hubert Levigne, Huub Loontjens, Frans Nols, Henri Schoonbrood, Frans Slijpen, Jacques Vonk en Daan Wildschut. Naast glas in lood werden er onder andere glas-appliqués en mozaïeken gemaakt. De hoogtepunt van het atelier lag in de jaren na de Tweede Wereldoorlog tot eind jaren zestig, daarna richtte het zich vooral op restauratie van ramen. Hubert Felix exporteerde ook gebrandschilderd glas naar de Verenigde Staten en Canada, in deze beide landen werden zo'n negentig kerken van ramen voorzien. Ook in Indonesië zijn zijn gebrandschilderd glas-in-loodramen geleverd.
Hubert Felix trouwde in 1942 met Jacqueline Antoinette Adang (1919-2006). Zij kregen vier kinderen, drie dochters en een zoon. Hun zoon Gerard (1952) nam na het overlijden van zijn vader in 1986 het bedrijf over.

## Werken (selectie)
- Hubertusraam (1952) voor de Sint-Petrus' Bandenkerk in Heer
- ramen (1974-1975) in het priesterkoor van de Onze-Lieve-Vrouwekerk (Buitenkerk) in Kampen
- wapenschild boven de entree van de Basiliek van Onze-Lieve-Vrouw van het Heilig Hart in Sittard
- dertien ramen (1982) voor de Sint-Jozefkerk in Belfort